# Ulaş Bardakçı
Ulaş Bardakçı (geboren 1947 in Hacıbektaş; gestorben 19. Februar 1972 in Istanbul) war ein Gründer der bewaffneten marxistisch-leninistischen Untergrundorganisation Volksbefreiungspartei-Front der Türkei. Bardakçı war einer der bekanntesten Namen der türkischen 68er-Bewegung und beteiligte sich an Banküberfällen und Geiselnahmen. Er war an der Ermordung des israelischen Generalkonsuls Ephraim Elrom beteiligt.

## Jugend und Studium
Mit vollem Namen hieß er Rasih Ulaş Bardakçı. Der Vorname Rasih war der Name seines Großvaters, der im Unabhängigkeitskrieg gefallen war. Seine Eltern waren Ali und Müyesser Bardakçı und er hatte einen älteren Bruder namens Uğur. Ulaş Bardakçı besuchte das Kurtuluş-Gymnasium. Nach dem Schulbesuch bestand er 1964 die Aufnahmeprüfung für das Fach Technische Physik und machte anschließend ein Vorbereitungsjahr. Bardakçı studierte dann an der Technischen Universität des Nahen Ostens in Ankara. Dort machte er Bekanntschaft mit dem revolutionären Gedankengut, durchlief einen Radikalisierungsprozess und schloss sich der Dev-Genç an. Bardakçı beteiligte sich an Protesten gegen den Vietnamkrieg. 1969 wurde er gesucht, weil er an dem Brandanschlag auf das Auto von Robert Komer beteiligt war. Im Zusammenhang mit der gewaltsamen Beendigung der Universitätsbesetzung wurde Bardakçı im April 1969 verhaftet und Ende Juni 1969 wieder freigelassen. Bardakçı galt als geschickt und erfindungsreich. Ihm oblag die Beschaffung von Geld. Man sammelte Spenden in linken Kreisen, verkaufte Köfte in Studentenkreisen oder überlegte die Eröffnung eines Ladens. Einige Monate arbeitete Bardakçı als Bankangestellter, möglicherweise mit dem Hintergedanken, diese Erfahrung später bei Banküberfällen nutzen zu können.

## Anschläge
Nach der Gründung der THKP-C war Bardakçı verantwortlich für die Beschaffung von Material und Geld. Im Februar 1971 überfiel er mit weiteren Genossen eine Filiale der Ziraat Bankası in Ankara-Küçükesat. Im Folgemonat stieg er nachts in das Einwohnermeldeamt von Eminönü ein und entwendete dort Stempel und Blanko-Ausweise. Bei späteren Gerichtsverhandlungen stellte sich heraus, dass er ein 47-seitiges handgeschriebenes Schriftstück zur marxistischen Terminologie verfasst hatte.
Bardakçı überfiel im März 1971 eine Filiale der Türk Ticaret Bankası in Erenköy und beteiligte sich im April 1971 an der Entführung der Geschäftsleute Mete Has und Talip Aksoy. Nach der Zahlung eines Lösegeldes von 400.000 TL wurde Has freigelassen.
Am 17. Mai 1971 folgte dann die Teilnahme an der Entführung des israelischen Generalkonsuls in Istanbul Ephraim Elrom. Damit wollte man gefangene Kameraden freipressen. Des Weiteren forderten die Entführer die Verlesung des "Bulletins" Nr. 1 der THKC zu festgelegten Zeiten im Staatsfernsehen für die Dauer von drei Tagen. Als das Ultimatum am 20. Mai 1971 um 17.00 Uhr verstrichen war, ermordete Mahir Çayan nach gemeinsamen Beschluss Elrom mit drei Schüssen in den Kopf. Am selben Tag  verhängte die Armee eine Ausgangssperre in Ankara. Ulaş Bardakçı und einige Genossen überredeten Yılmaz Güney, ihnen für eine Nacht Unterschlupf zu gewähren. Am 28. Mai 1971 wurde Bardakçı während der Operation Balyoz gefasst. Er hatte sich in dem Haus versteckt, in dem man die Entführungsopfer Has und Aksoy gefangen gehalten hatte. Bardakçı kam in Untersuchungshaft und wurde gemeinsam mit Mahir Çayan, Sina Çıladır, Ziya Yılmaz, Necmi Demir und Kamil Dede vor das Militärgericht Nr. 3 der Ausnahmezustandsverwaltung in Istanbul gestellt. Die Anklageschrift wurde am 1. November 1971 verlesen. Sie forderte Todesurteile gegen vier Frauen und neun Männer. Die Angeklagten hatten eine gemeinsame Verteidigungsschrift verfasst, die in den nächsten Verhandlungstagen reihum verlesen wurde. Darin führten die Angeklagten primär ihre Weltsicht aus. Sie verglichen die Situation der Türkei mit jener in den Tagen des Unabhängigkeitskrieges. Damals hätten die Sieger das Land besetzt, heute besetze es der Imperialismus in versteckter Form mit Hilfe von Verträgen und Militärbasen. Die Angeklagten spielten auch auf Zeit, da im Gefängnis gemeinsam mit Häftlingen der Volksbefreiungsarmee der Türkei (THKO) ein Fluchttunnel in Vorbereitung war. Bardakçı konnte gemeinsam mit Mahir Çayan, Ömer und Cihan Alptekin, Ziya Yılmaz und Ömer Ayna am 29. November durch den selbstgegrabenen und 15 m langen Tunnel aus dem Militärgefängnis von Maltepe fliehen.

## Tod und Beisetzung
Am 13. Februar 1972 umstellten Sicherheitskräfte das Haus, in dem Bardakçı Zuflucht gesucht hatte. Nach einer Schießerei konnte er jedoch entkommen.
Am 19. Februar 1972 wurde Bardakçı in den Morgenstunden in Arnavutköy gestellt und bei einem Feuergefecht getötet. Bardakçı wurde am 22. Februar auf dem Friedhof Karşıyaka in Ankara beigesetzt.